# Rod Hundley
Rodney Clark «Hot Rod» Hundley (26 de octubre de 1934-27 de marzo de 2015) fue un baloncestista y presentador de televisión estadounidense, que como jugador jugó durante 6 temporadas en la NBA. Con 1,93 metros de altura jugaba en la posición de base.

## Trayectoria deportiva

### Universidad
Jugó durante 4 temporadas con los Mountaineers de la Universidad de West Virginia. Fue el cuarto jugador de la historia de la NCAA en sobrepasar los 2000 puntos en una carrera. Fue elegido en dos ocasiones en el primer quinteto All-American y todavía conserva 8 récords de su universidad. En total promedió 24,5 puntos y 10,6 rebotes por partido.

### Profesional
Fue elegido en la primera posición del Draft de la NBA de 1957 por Cincinnati Royals, quienes inmediatamente lo traspasaron a Minneapolis Lakers. En ese equipo jugó las seis temporadas que permaneció como profesional, las tres últimas ya en su ubicación actual, Los Ángeles. Fue seleccionado en dos ocasiones para disputar el All-Star Game. En el total de su carrera promedió 8,4 puntos, 3,4 asistencias y 3,3 rebotes por partido.

## Estadísticas de su carrera en la NBA

### Temporada regular
| Temporada | Edad | Equipo             | Liga | Pos. | P   | TIT | MIN  | TC  | TCA  | %TC  | 2P  | 2PA  | %2P  | TL  | TLA | %TL  | REB | ASIS | FP  | PTS  |
| 1957-58   | 23   | Minneapolis Lakers | NBA  | SG   | 65  |     | 17.8 | 2.7 | 8.4  | .318 | 2.7 | 8.4  | .318 | 1.6 | 2.5 | .642 | 2.9 | 1.9  | 1.5 | 7.0  |
| 1958-59   | 24   | Minneapolis Lakers | NBA  | PG   | 71  |     | 23.4 | 3.6 | 10.1 | .360 | 3.6 | 10.1 | .360 | 2.3 | 3.1 | .752 | 3.5 | 2.9  | 2.0 | 9.6  |
| 1959-60 ★ | 25   | Minneapolis Lakers | NBA  | SG   | 73  |     | 31.2 | 5.0 | 14.0 | .358 | 5.0 | 14.0 | .358 | 2.8 | 3.7 | .744 | 5.3 | 4.6  | 2.7 | 12.8 |
| 1960-61 ★ | 26   | Los Angeles Lakers | NBA  | SG   | 79  |     | 27.6 | 4.1 | 11.7 | .351 | 4.1 | 11.7 | .351 | 2.8 | 3.7 | .753 | 3.7 | 4.4  | 1.8 | 11.0 |
| 1961-62   | 27   | Los Angeles Lakers | NBA  | SG   | 78  |     | 19.1 | 2.2 | 6.5  | .340 | 2.2 | 6.5  | .340 | 1.1 | 1.6 | .654 | 2.6 | 3.7  | 1.7 | 5.5  |
| 1962-63   | 28   | Los Angeles Lakers | NBA  | SG   | 65  |     | 12.1 | 1.4 | 4.0  | .336 | 1.4 | 4.0  | .336 | 1.3 | 1.8 | .706 | 1.6 | 2.3  | 1.2 | 4.0  |
| Total     |      |                    | NBA  |      | 431 |     | 22.2 | 3.2 | 9.2  | .347 | 3.2 | 9.2  | .347 | 2.0 | 2.8 | .721 | 3.3 | 3.4  | 1.8 | 8.4  |

### Playoffs
| Temporada | Edad | Equipo             | Liga | Pos. | P  | TIT | MIN  | TC  | TCA  | %TC  | 2P  | 2PA  | %2P  | TL  | TLA | %TL   | REB | ASIS | FP  | PTS  |
| 1959      | 24   | Minneapolis Lakers | NBA  | PG   | 13 |     | 13.5 | 1.5 | 4.5  | .345 | 1.5 | 4.5  | .345 | 0.9 | 1.1 | .857  | 1.8 | 1.5  | 1.2 | 4.0  |
| 1960      | 25   | Minneapolis Lakers | NBA  | SG   | 9  |     | 37.4 | 4.6 | 13.6 | .336 | 4.6 | 13.6 | .336 | 2.7 | 4.1 | .649  | 6.8 | 6.1  | 2.0 | 11.8 |
| 1961      | 26   | Los Angeles Lakers | NBA  | SG   | 12 |     | 23.9 | 2.5 | 8.4  | .297 | 2.5 | 8.4  | .297 | 1.7 | 2.4 | .690  | 3.4 | 3.8  | 1.6 | 6.7  |
| 1962      | 27   | Los Angeles Lakers | NBA  | SG   | 12 |     | 15.6 | 0.6 | 2.1  | .280 | 0.6 | 2.1  | .280 | 0.8 | 1.0 | .750  | 1.5 | 2.7  | 2.3 | 1.9  |
| 1963      | 28   | Los Angeles Lakers | NBA  | SG   | 7  |     | 4.9  | 0.4 | 1.4  | .300 | 0.4 | 1.4  | .300 | 0.4 | 0.4 | 1.000 | 0.9 | 0.7  | 0.1 | 1.3  |
| Total     |      |                    | NBA  |      | 53 |     | 19.2 | 1.9 | 6.0  | .320 | 1.9 | 6.0  | .320 | 1.3 | 1.8 | .716  | 2.8 | 3.0  | 1.5 | 5.1  |

### Vida posterior
Antes de llegar a ser la voz de los Utah Jazz en 1974, trabajó durante 5 años en la CBS como presentador de los All-Star Game. Se graduó en artes y ciencias en 2000, 43 años después de dejar la universidad para jugar a baloncesto como profesional.

### La Voz
Hundley fue la voz de los Jazz de Utah desde 1974 cuando fueron incluidos en la NBA como un equipo de expansión en Nueva Orleans hasta su retiro en Salt Lake City sede del equipo en el año 2009.

### Fallecimiento
Falleció en su casa cercana a Phoenix, Arizona por complicaciones de la enfermedad de Alzheimer. Le sobreviven sus hijas, Kimberly, Jacquie y Jennifer de su matrimonio con Florence fallecida en el año 2006.